# Actionscript
Actionscript, formellt ActionScript, är ett skriptspråk som används i programmet Adobe Flash och Adobe Flex. Språket är uppe i version 3.0. Actionscript är baserat på Ecmascript.
Actionscript används främst för att göra internetbaserade spel, chattar och liknande. Då man skriver koden i Flash har man en lista över alla kommandon och andra hjälpmedel vid sin sida. Actionscript gör det möjligt att skapa kopplingar till PHP och XML. Multiplayerspel och chattar kan skapas i Flash med hjälp av Actionscript.

## Kodexempel
```
button.addEventListener(MouseEvent.CLICK, click);
function click(e:MouseEvent){
gotoAndPlay(8);
}

```

En så kallad "Button Symbol" kan ha ovanstående kod, detta skulle innebära att om man klickade på den symbolen så förs man till frame 8 och sedan spelas tidslinjen upp därifrån. Detta kodexempel gäller ActionScript 3.0